# Jean-Francois Marquet
Jean-Francois Marquet (Tours, 27 gennaio 1938 – Tours, 19 marzo 2017) è stato un filosofo, storico della filosofia e traduttore francese.
Diresse il gruppo di ricerca della collana editoriale Schellingiana.

## Biografia
Ex allievo dell'École normale supérieure di Saint-Claud, nel 1960 conseguì l’abilitazione all’insegnamento della filosofia.
Dal 1968 al 1985 insegnò filosofia all’Università di Tours, quindi ala Sorbona. Nel 2003 vinse il Gran Premio per la Filosofia dell’Académie française.
È autore di numerose opere o saggi, sia nel campo della filosofia tedesca che in altri campi della storia del pensiero (Ravaisson, Dante, Kierkegaard, Maine de Biran, Pascal), filosofia della religione ed esoterismo (Jakob Böhme, Swedenborg, Louis-Claude de Saint-Martin), così come anche della letteratura (Proust, Mallarmé, Hölderlin, Hugo, Gracq).

## Pensiero
Secondo Marquet, arte, letteratura e filosofia sono espressione di un elemento unico, di un Medesimo (il singolare) nel quale i diversi impulsi dell'uomo emergono a raccontare l'essenziale della sua condizione.
Il pensiero di Marquet è sostenuto da una filosofia della storia derivante dalla dialettica hegeliana e concepita dalla triade Universale/Particolare/Singolare.
Quando la filosofia ha concluso il suo tempo, allora «il tempo si chiude e lo spazio si apre»; poi arriva il momento della ricapitolazione, che mira al cuore stesso della storia e della singolarità di ciascuna delle proprie figure per cogliere il senso della continuità, dell'emergere dell'Uno e del Solo, del Singolare. In ogni persona umana sorge l'assoluto prerazionale per infliggergli una ferita la cui guarigione avverrà solamente per suo tramite.

## Opere
Le due tesi
- Liberté et existence - Étude sur la formation de la philosophie de Schelling, Parigi, Gallimard, 1973; ristampa Éditions du Cerf, 2006.
- Edizione critica, traduzione e commento di F.J.W. Schelling, Contribution à l'histoire de la philosophie moderne — Leçons de Munich, seguito da un saggio di Marquet, Schelling et l'histoire de la philosophie — Essai d'interprétation génétique; coll. « Épiméthée », PUF, 1983.

Altre opere
- Singularité et événement, Grenoble, Jérome Millon, 1995.
- Miroirs de l'identité - La littérature hantée par la philosophie, Paris, Hermann, 1996; seconda edizione riveduta e aumentata, con una postfazione di Marc Fumaroli, Éditions du Cerf, 2009.
- Restitutions. Études d’histoire de la philosophie allemande, Parigi, Vrin, 2001.
- Leçons sur la Phénoménologie de l'esprit de Hegel, Parigi, Ellipses, 2004.
- Philosophies du secret. Études sur la gnose et la mystique chrétiennes (XVIe-XIXe siècle), Parigi, Éditions du Cerf, 2007.
- Exercices, Paris, Éditions du Cerf, 2010[7].
- Le vitrail & l'énigme. Dialogue avec Philippe Soual, Parigi, Les petits Platons (Les dialogues des petits Platon), 2013.
- Chapitres, Parigi, Les Belles Lettres, 2017.

Direzione di opere collettive
- con Jean-François Courtine, Le dernier Schelling. Raison et positivité, Parigi, Vrin (Bibliothèque d’histoire de la philosophie), 1994.
- con Jean-François Courtine, Heidegger 1919-1929. De l'herméneutique de la facticité à la métaphysique du Dasein, Parigi, Vrin (Problèmes & Controverses), 1996.
- con Natalie Depraz, La Gnose : Une question philosophique, Parigi, Éditions du Cerf, 2000.